# Lijst van rijksmonumenten in Vijfheerenlanden
De gemeente Vijfheerenlanden telt 324 inschrijvingen in het rijksmonumentenregister. Hieronder een overzicht. 

## Ameide
De plaats Ameide telt 47 inschrijvingen in het rijksmonumentenregister. Zie Lijst van rijksmonumenten in Ameide voor een overzicht.

## Everdingen
De plaats Everdingen telt 9 inschrijvingen in het rijksmonumentenregister. Zie Lijst van rijksmonumenten in Everdingen voor een overzicht.

## Hagestein
De plaats Hagestein telt 4 inschrijvingen in het rijksmonumentenregister.
| Object | Oorspronkelijke functie? | Bouwjaar                                | Architect | Locatie            | Coördinaten?                 | Nr.?  | Afbeelding        |
| --- | ------------------------ | --------------------------------------- | --------- | ------------------ | ---------------------------- | ----- | ----------------- |
| Boerderij, waarvan het woongedeelte met de stal een T-vormige plattegrond uitmaakt | Boerderij                | 16e eeuw (woongedeelte)                 |           | Dorpsstraat 25     | 51° 58' 52" NB, 5° 7' 16" OL | 19982 | Meer afbeeldingen |
| Hervormde Kerk. Zaalkerkje met driezijdige sluiting. Tot de inventaris behoort: een gotische, hardstenen doopvont, gebruikt als voet voor de preekstoel. Preekstoel | Kerk en kerkonderdeel    | 1829 tweede helft 17e eeuw (preekstoel) |           | Dorpsstraat 26     | 51° 58' 50" NB, 5° 7' 15" OL | 19983 | Meer afbeeldingen |
| Toren. Bakstenen bouwwerk, versierd tegen de onderste geledingen met tand- en boogfriezen in romaniserende trant | Kerk en kerkonderdeel    |                                         |           | Dorpsstraat bij 26 | 51° 58' 50" NB, 5° 7' 14" OL | 19984 | Meer afbeeldingen |
| Boerderij met woongedeelte, dat loodrecht op de stal staat. Het woongedeelte heeft links een opkamer, heeft een lage bovenverdieping en vensters met luiken en zesruitsschuiframen. In de linker zijgevel ankers. De stal heeft een rieten wolfdak met overstek aan de achterzijde | Boerderij                | 1855 (ankers)                           |           | Lekdijk 84         | 51° 58' 22" NB, 5° 8' 39" OL | 19985 | Meer afbeeldingen |

## Hei- en Boeicop
De plaats Hei- en Boeicop telt 21 inschrijvingen in het rijksmonumentenregister. Zie Lijst van rijksmonumenten in Hei- en Boeicop voor een overzicht.

## Helsdingen
De plaats Helsdingen telt 3 inschrijvingen in het rijksmonumentenregister.
| Object                                                                                     | Oorspronkelijke functie? | Bouwjaar | Architect | Locatie                     | Coördinaten?                 | Nr.?   | Afbeelding                                                                     |
| ------------------------------------------------------------------------------------------ | ------------------------ | -------- | --------- | --------------------------- | ---------------------------- | ------ | ------------------------------------------------------------------------------ |
| Boerderij, als onderdeel van het complex, van het type T-huisboerderij met middenlangsdeel | Boerderij                | 1849     |           | Helsdingse Achterweg 22     | 51° 58' 37" NB, 5° 3' 57" OL | 520865 | Meer afbeeldingen                                                              |
| Schuur in Ambachtelijk-traditionele bouwtrant, als onderdeel van de boerderij              | Boerderij                | 1849     |           | Helsdingse Achterweg bij 22 | 51° 58' 37" NB, 5° 3' 57" OL | 520866 | Schuur in Ambachtelijk-traditionele bouwtrant, als onderdeel van de boerderij  |
| Schuur in Ambachtelijke-traditionele bouwtrant, als onderdeel van de boerderij             | Boerderij                | 1849     |           | Helsdingse Achterweg bij 22 | 51° 58' 37" NB, 5° 3' 57" OL | 520867 | Schuur in Ambachtelijke-traditionele bouwtrant, als onderdeel van de boerderij |

## Kedichem
De plaats Kedichem telt 3 inschrijvingen in het rijksmonumentenregister.
| Object                                                 | Oorspronkelijke functie? | Bouwjaar           | Architect | Locatie       | Coördinaten?                 | Nr.?   | Afbeelding                                             |
| ------------------------------------------------------ | ------------------------ | ------------------ | --------- | ------------- | ---------------------------- | ------ | ------------------------------------------------------ |
| Toren van de Hervormde Kerk                            | Kerk en kerkonderdeel    | 15e eeuw           |           | Kerkstraat 18 | 51° 51' 35" NB, 5° 2' 60" OL | 23542  | Meer afbeeldingen                                      |
| Boerderij onder rieten wolfdak; in een steen gedateerd | Boerderij                | 1874 (steen)       |           | Lingedijk 111 | 51° 52' 20" NB, 5° 3' 11" OL | 23543  | Boerderij onder rieten wolfdak; in een steen gedateerd |
| Kerkgebouw in eclectische trant                        | Kerk en kerkonderdeel    | 1867 (gedenksteen) |           | Kerkstraat 18 | 51° 51' 35" NB, 5° 3' 0" OL  | 347960 | Meer afbeeldingen                                      |

## Leerbroek
De plaats Leerbroek telt 5 inschrijvingen in het rijksmonumentenregister.
| Object | Oorspronkelijke functie? | Bouwjaar              | Architect | Locatie                 | Coördinaten?                | Nr.?  | Afbeelding        |
| --- | ------------------------ | --------------------- | --------- | ----------------------- | --------------------------- | ----- | ----------------- |
| Boerderij waarvan woongedeelte en stal een T-vormige plattegrond vormen | Boerderij                | 17e eeuw              |           | Dorpsweg 2              | 51° 54' 27" NB, 5° 3' 4" OL | 24030 | Meer afbeeldingen |
| Dorpskerk | Kerk en kerkonderdeel    | eerste helft 16e eeuw |           | Dorpsweg 10             | 51° 54' 29" NB, 5° 3' 2" OL | 24031 | Meer afbeeldingen |
| Toren der Dorpskerk | Kerk en kerkonderdeel    | ca. 1500              |           | Dorpsweg bij 10         | 51° 54' 29" NB, 5° 3' 2" OL | 24032 | Meer afbeeldingen |
| Pand, zonder verdieping onder pannen zadeldak. Twee vensters met luiken en zesruitsschuiframen | Woonhuis                 | eerste helft 19e eeuw |           | Recht van Ter Leede 1   | 51° 54' 26" NB, 5° 3' 4" OL | 24033 | Meer afbeeldingen |
| Boerderij, onder zadeldak en met puntgevel, voorzien van vlechtingen. In de voorgevel vensters met luiken en schuiframen met goede roedenverdeling. Links een opkamer. Het achtergedeelte heeft in de rechter zijgevel vensters met luiken en zes- en vierruitsschuiframen. Grote gepotdekselde stal met rieten zadeldak | Boerderij                | 18e eeuw              |           | Recht van ter Leede 2-4 | 51° 54' 25" NB, 5° 3' 5" OL | 24034 | Meer afbeeldingen |

## Leerdam
De plaats Leerdam telt 36 inschrijvingen in het rijksmonumentenregister. Zie Lijst van rijksmonumenten in Leerdam (plaats) voor een overzicht.

## Lexmond
De plaats Lexmond telt 14 inschrijvingen in het rijksmonumentenregister. Zie Lijst van rijksmonumenten in Lexmond voor een overzicht.

## Meerkerk
De plaats Meerkerk telt 11 inschrijvingen in het rijksmonumentenregister. Zie Lijst van rijksmonumenten in Meerkerk voor een overzicht.

## Nieuwland
De plaats Nieuwland telt 4 inschrijvingen in het rijksmonumentenregister.
| Object                   | Oorspronkelijke functie? | Bouwjaar                                       | Architect | Locatie          | Coördinaten?                 | Nr.?   | Afbeelding        |
| ------------------------ | ------------------------ | ---------------------------------------------- | --------- | ---------------- | ---------------------------- | ------ | ----------------- |
| Hervormde Kerk           | Kerk en kerkonderdeel    | 15e eeuw 1955-1957 (rest.)                     |           | Dorpsplein 2     | 51° 54' 6" NB, 5° 0' 49" OL  | 30531  | Meer afbeeldingen |
| Toren der Hervormde Kerk | Kerk en kerkonderdeel    | 13e of 14e eeuw 18e eeuw (bovenstuk vernieuwd) |           | Dorpsplein bij 2 | 51° 54' 6" NB, 5° 0' 49" OL  | 30532  | Meer afbeeldingen |
| Boerderij Grootbos       | Boerderij                | begin 18e eeuw                                 |           | Smalzijde 24     | 51° 53' 17" NB, 5° 0' 51" OL | 30534  | Meer afbeeldingen |
| Boerderij "Klein Bosch"  | Boerderij                | 1886                                           |           | Smalzijde 23     | 51° 53' 24" NB, 5° 0' 48" OL | 515490 | Meer afbeeldingen |

## Oosterwijk
De plaats Oosterwijk telt 11 inschrijvingen in het rijksmonumentenregister. Zie Lijst van rijksmonumenten in Oosterwijk voor een overzicht.

## Schoonrewoerd
De plaats Schoonrewoerd telt 6 inschrijvingen in het rijksmonumentenregister.
| Object | Oorspronkelijke functie? | Bouwjaar                          | Architect | Locatie            | Coördinaten?                 | Nr.?  | Afbeelding        |
| --- | ------------------------ | --------------------------------- | --------- | ------------------ | ---------------------------- | ----- | ----------------- |
| Boerderij onder rieten wolfdak met rechts een uitgebouwde zijkamer met puntgevel. In de gepleisterde voorgevel vensters met luiken en zesruitsschuiframen | Boerderij                | 17e eeuw                          |           | Over Boeicop 40    | 51° 56' 16" NB, 5° 6' 23" OL | 33556 | Meer afbeeldingen |
| Als boerderij gebouwd pand | Boerderij                | 17e of 18e eeuw                   |           | Dorpsstraat 26     | 51° 55' 12" NB, 5° 7' 1" OL  | 33557 | Meer afbeeldingen |
| Hervormde Kerk met inventaris | Kerk en kerkonderdeel    | 1701 (kerk) 17e eeuw (preekstoel) |           | Dorpsstraat 33     | 51° 55' 14" NB, 5° 6' 58" OL | 33558 | Meer afbeeldingen |
| Toren van de Hervormde Kerk | Kerk en kerkonderdeel    | 12e eeuw                          |           | Dorpsstraat bij 33 | 51° 55' 14" NB, 5° 6' 58" OL | 33559 | Meer afbeeldingen |
| Huis "De Brink" | Werk-woonhuis            | derde kwart 19e eeuw              |           | Dorpsstraat 55     | 51° 55' 17" NB, 5° 7' 2" OL  | 33560 | Meer afbeeldingen |
| Boerderij onder met riet gedekt wolfdak. Puntgevel met vlechtingen en vensters met luiken. Zijkamer met boven de daklijst opgetrokken puntgevel           | Boerderij                | 18e eeuw                          |           | Overheicop 62      | 51° 55' 28" NB, 5° 5' 58" OL | 33561 | Meer afbeeldingen |

## Tienhoven
De plaats Tienhoven telt 6 inschrijvingen in het rijksmonumentenregister.
| Object                                               | Oorspronkelijke functie? | Bouwjaar              | Architect | Locatie        | Coördinaten?                  | Nr.?   | Afbeelding        |
| ---------------------------------------------------- | ------------------------ | --------------------- | --------- | -------------- | ----------------------------- | ------ | ----------------- |
| Gedeelte van een boerderij woonhuis onder rieten dak | Boerderij                | 17e eeuw              |           | Lekdijk 14     | 51° 57' 13" NB, 4° 56' 9" OL  | 35630  | Meer afbeeldingen |
| Nederlands Hervormde Kerk                            | Kerk en kerkonderdeel    | 12e eeuw              |           | Lekdijk 74     | 51° 57' 44" NB, 4° 56' 51" OL | 35631  | Meer afbeeldingen |
| Het Huys Herlaar                                     | Erfscheiding             | eerste helft 18e eeuw |           | Lekdijk 84     | 51° 57' 38" NB, 4° 56' 59" OL | 35632  | Meer afbeeldingen |
| Café Welgelegen: voormalige veerhuis                 | Transport                | 1875                  |           | Lekdijk 75     | 51° 57' 44" NB, 4° 56' 53" OL | 515477 | Meer afbeeldingen |
| Café Welgelegen: voormalige schuur                   | Opslag                   | waarschijnlijk 1875   |           | Lekdijk bij 75 | 51° 57' 44" NB, 4° 56' 53" OL | 515478 | Meer afbeeldingen |

## Vianen
De plaats Vianen telt 163 inschrijvingen in het rijksmonumentenregister. Zie Lijst van rijksmonumenten in Vianen (plaats) voor een overzicht.

## Zijderveld
De plaats Zijderveld telt 2 inschrijvingen in het rijksmonumentenregister.
| Object | Oorspronkelijke functie? | Bouwjaar                                                        | Architect | Locatie   | Coördinaten?                 | Nr.?   | Afbeelding        |
| --- | ------------------------ | --------------------------------------------------------------- | --------- | --------- | ---------------------------- | ------ | ----------------- |
| Eenbeukig laat-gotische bakstenen kerk met driezijdige koorsluiting en spitsboogvenster met houten harnassen | Kerk en kerkonderdeel    | 19e eeuw (westgevel en ommanteling toren) 17e eeuw (preekstoel) |           | Kerkweg 1 | 51° 56' 37" NB, 5° 8' 23" OL | 15436  | Meer afbeeldingen |
| Terrein waarin sporen van bewoning                                                                           | Archeologisch monument   | Brons- en IJzertijd                                             |           |           | 51° 56' 41" NB, 5° 8' 42" OL | 331090 | Upload foto       |

Amersfoort ·
Baarn ·
Bunnik ·
Bunschoten ·
De Bilt ·
De Ronde Venen ·
Eemnes ·
Houten ·
IJsselstein ·
Leusden ·
Lopik ·
Montfoort ·
Nieuwegein ·
Oudewater ·
Renswoude ·
Rhenen ·
Soest ·
Stichtse Vecht ·
Utrecht ·
Utrechtse Heuvelrug ·
Veenendaal ·
Vijfheerenlanden ·
Wijk bij Duurstede ·
Woerden ·
Woudenberg ·
Zeist